# مال‌کنون (آلبوم)
مال‌کَنون (کوچ)، یک آلبوم موسیقی، به آهنگسازی عطاءالله جنگوک و خوانندگی مسعود بختیاری است. این اثر که شامل نغمه های موسیقی ایل بختیاری است در سال ۱۳۶۵ منتشر شد، اما توقیف شد. به عقیدهٔ بعضی از کارشناسان موسیقی، آلبوم مال‌کنون از موفق‌ترین آثار موسیقی محلی در ایران است که شهرت ملی پیدا کرد.
مال کَنون نوعی از رسم و آیین عشایر بختیاری است. لغت «مال» به معنی آبادی و سیاه چادرها و «کَنون» به معنی از جای خود دل کندن است.

## دست‌اندرکاران
- آهنگساز و سرپرست گروه: عطاءالله جنگوک
- خواننده: مسعود بختیاری
- نوازندهٔ سنتور: مسعود شناسا
- نوازندهٔ کمانچه: مهدی آذرسینا
- نوازندهٔ تار و سه‌تار: عطاءالله جنگوک
- نوازندهٔ نی: عبدالنقی افشارنیا
- نوازندهٔ عود و تارباس: حسین بهروزی‌نیا
- نوازندهٔ تمبک: مرتضی اعیان
- صدابردار: ایرج حقیقی

## قطعات
| ردیف | نام قطعه               | زمان  |
| ۱    | سحرگاه کوچ             | ۴:۱۴  |
| ۲    | شلیل                   | ۰۹:۲۷ |
| ۳    | آواز نامدار خان        | ۰۶:۱۰ |
| ۴    | دهکردی                 | ۴:۴۷  |
| ۵    | مقام کهگیلویه‌ای با تار | ۸:۲۵  |
| ۶    | چوبی قدیم و گلم ای     | ۰۳:۴۲ |
| ۷    | سوزه                   | ۲:۰۸  |
| ۸    | آواز شلیل              | ۹:۰۷  |
| ۹    | دهکردی                 | ۲:۲۷  |
| ۱۰   | ترانهٔ گل باوینه        | ۵:۱۷  |
| ۱۱   | مقام کهگیلویه‌ای        | ۰۲:۲۰ |
| ۱۲   | ترانهٔ گلم ای           | ۰۴:۳۴ |
| ۱۳   | سوزه                   | ۰۲:۰۵ |